# Stazione di Canova-Crocetta
La stazione di Canova-Crocetta è una stazione ferroviaria della ferrovia Genova-Casella, gestita dall'Azienda Mobilità e Trasporti di Genova (AMT). Si trova nel territorio comunale di Casella, nella città metropolitana di Genova.
La stazione è situata a un'altitudine di 456,37 metri sul livello del mare.

## Strutture e impianti
La stazione è a binario singolo.

## Movimento
La stazione è servita da tutti i treni regionali che percorrono la linea Genova-Casella. Come tutte le fermate intermedie della linea, si tratta di una fermata a richiesta.